# Niederdorfelden
Niederdorfelden est une municipalité allemande située dans le land de la Hesse et l'arrondissement de Main-Kinzig.

## Jumelage
- Saint-Sever-Calvados (France) depuis 1973[1]

## Source, notes et références
- (de) Cet article est partiellement ou en totalité issu de l’article de Wikipédia en allemand intitulé « Niederdorfelden » (voir la liste des auteurs).

1. ↑  « Partnergemeinde » Site web de la commune de Niederdorfelden, consulté le 27 avril 2017.